# Acer trialatum
Acer trialatum là một loài thực vật có hoa trong họ Bồ hòn. Loài này được L.L.Deng, K.Y.Wei & G.S.Fan mô tả khoa học đầu tiên năm 2003.